# Parco archeologico Città del Tufo
Il parco archeologico Città del Tufo comprende un insieme di aree di notevole interesse archeologico situate all'interno del comune di Sorano, in provincia di Grosseto.

## Storia
Nato nel 1998 con lo scopo di riunire sotto un'unica competenza le principali risorse turistiche archeologiche del territorio comunale di Sorano, comprende le necropoli sovanesi di Poggio Felceto, Poggio Prisca, Poggio Stanziale e Sopraripa, le Vie Cave di Sovana, gli insediamenti rupestri di San Rocco e di Vitozza. Le porte d'accesso al parco sono situate presso il centro di documentazione del polo museale di Sovana, presso il centro d'accoglienza dell'area archeologica e presso il museo civico archeologico della fortezza Orsini a Sorano. Dal 2004 fa parte del sistema museale provinciale "Musei di Maremma".

## Percorsi

### Necropoli di Sovana
La necropoli di Sovana è divisa in numerosi settori sparsi intorno al centro abitato. I due settori che sono inseriti nel parco archeologico sono quelli ad ovest del borgo: il primo comprende la via cava del Cavone, Poggio Felceto, Poggio Prisca e Poggio Stanziale, a nord del fosso Calesine e lungo il torrente Picciolana; il secondo comprende la via cava di San Sebastiano, la necropoli di Sopraripa e la monumentale tomba della Sirena, a sud del fosso Calesine e lungo il torrente Folonia.

#### Primo settore

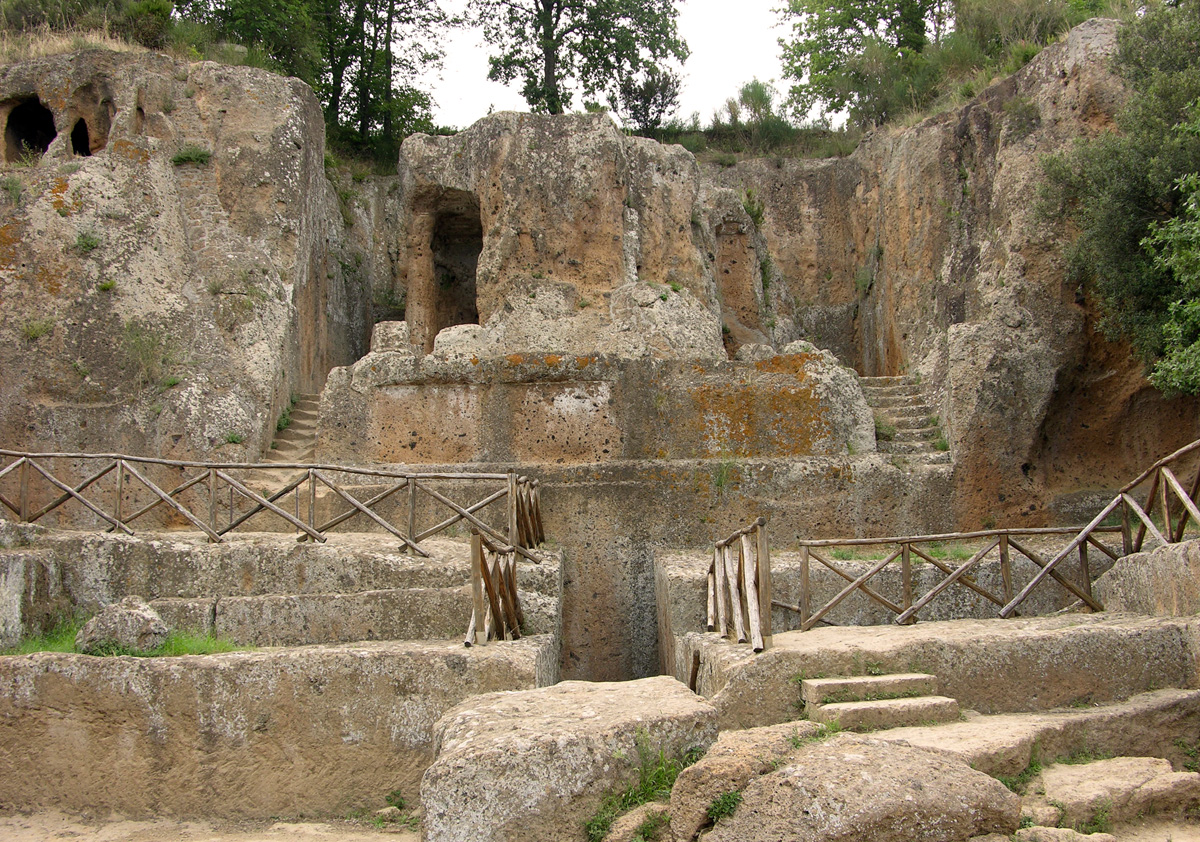
La tomba Ildebranda

Il primo settore della necropoli sovanese è attraversato dalla via cava del Cavone, percorso scavato nel tufo risalente al periodo etrusco, così chiamato per la sua monumentalità e le sue dimensioni ciclopiche. Lungo il percorso è possibile vedere una nicchia medievale un tempo contenente lo scacciadiavoli, immagine sacra per proteggere i viandanti, ed un'iscrizione sul tufo con il gentilizio etrusco «VERTNA». Poco distante, si può osservare un'incisione a forma di svastica, rappresentazione stilizzata del sole. All'ingresso del Cavone, nel 1912, fu rinvenuta da Francesco Merlini una stipe votiva costituita da numerose statuette in terracotta, teste umane ed animali, parti anatomiche, oggi conservati all'interno del museo di San Mamiliano a Sovana.
Iniziando il percorso dal parcheggio situato lungo la strada provinciale che conduce a San Martino sul Fiora, dove è situato anche il centro di accoglienza con la biglietteria, il visitatore può percorrere per prima cosa il sentiero sulla sinistra, verso ovest, che conduce all'altura di Poggio Prisca, dove sono situate due monumentali tombe etrusche. La Tomba Pola, situata accanto ad un grande antro con resti di antiche strutture rupestri, risale al III secolo a.C. ed era una sepoltura del tipo a tempio un tempo caratterizzata da otto colonne poste su un podio, delle quali oggi ne rimane una soltanto; sotto al tempio è situato il dromos, lungo quindici metri, che conduce all'interno della camera sepolcrale a pianta cruciforme. La Tomba dei Demoni alati è situata poco distante ed è stata scoperta nel 2004 dopo un'indagine effettuata dalla Soprintendenza ai beni archeologici della Toscana in collaborazione con l'Università Ca' Foscari di Venezia: si tratta di una tomba a edicola ricavata nel tufo al cui interno è stato realizzato un profondo vano centrale in cui è scolpita la statua policroma di un defunto sdraiato che reca in mano una coppa; ai due lati erano invece scolpiti due demoni alati femminili – ne rimane oggi visibile solo quello di sinistra, che porta una fiaccola ed è identificabile con Vanth – mentre sul frontone un demone marino alato e sulla facciata due sculture di animali – rimane oggi quella di sinistra, che raffigura un leone.
Dopo essere tornati indietro, si percorre il sentiero che porta al Poggio Felceto, dove è situata la celebre e monumentale tomba Ildebranda. Scavata e riportata alla luce nel 1924, per opera di Gino Rosi, fu così battezzata in onore del papa sovanese Ildebrando, conosciuto come Gregorio VII. Si presenta come un imponente tempio colonnato, di tipo etrusco-italico, risalente al III secolo a.C., con alto podio modanato raggiungibile tramite due scale laterali; la camera funeraria, accessibile mediante un lungo dromos, è a pianta cruciforme con soffitto displuviato, mentre una seconda camera con soffitto a cassettoni è accessibile mediante un altro corridoio.
Conclude la visita al primo settore dell'area archeologica di Sovana la Tomba del Tifone, situata sull'altura di Poggio Stanziale. Risalente al IV secolo a.C., si presenta come una tomba a edicola con timpano decorato: la figura rappresentata sul timpano fu identificata da George Dennis – forse erroneamente – con il mostro marino Tifone, da cui il nome.

#### Secondo settore

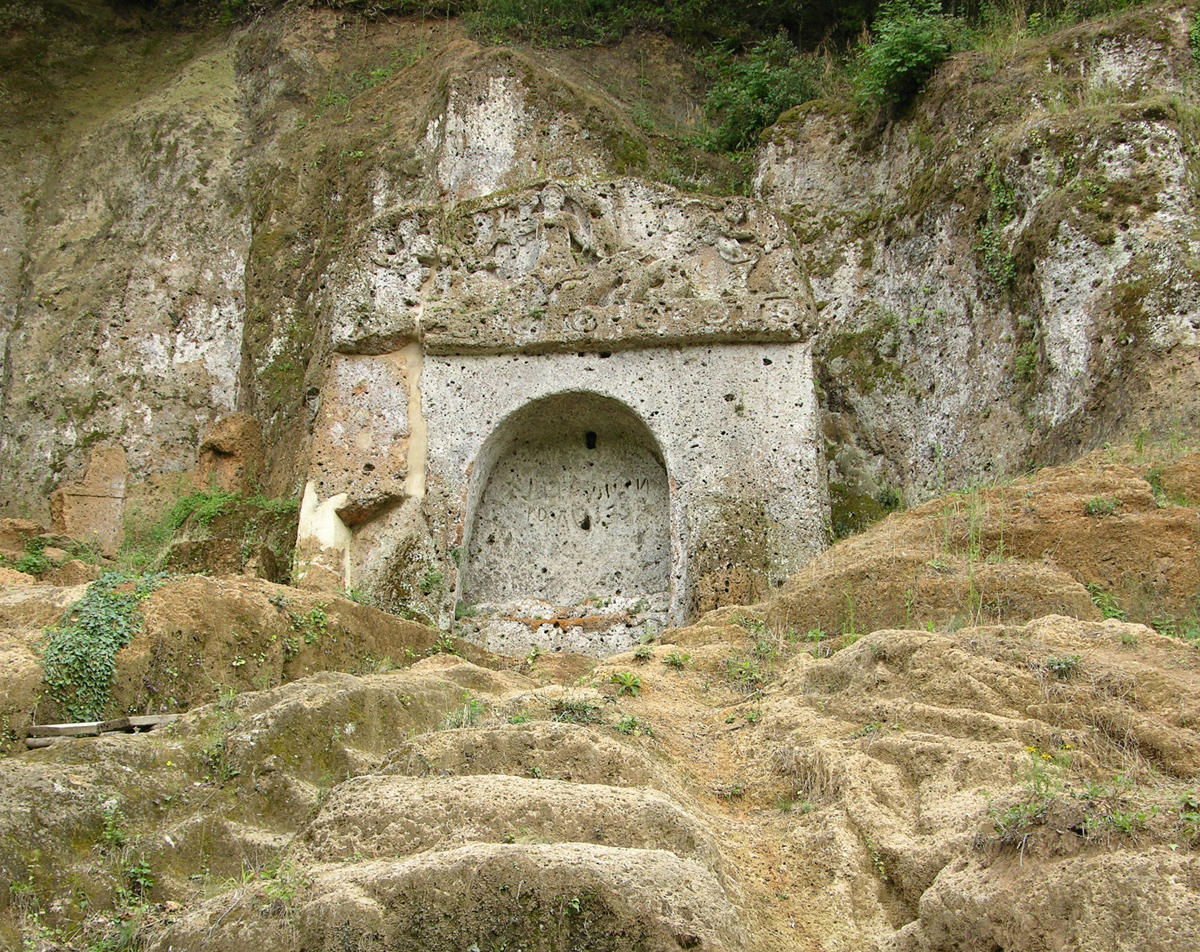
La tomba della Sirena

A sud del fosso Calesine è situata un'altra area archeologica, sempre riferibile alla necropoli di Sovana, a circa duecento metri dal primo settore. Si raggiunge la chiesa di San Sebastiano, di origini medievali, e da qui ci si immette nella via cava di San Sebastiano, antica via etrusca scavata nel tufo che conduceva verso altre necropoli situate nelle località di Tollena, Piancostanzi e Poggio San Pietro. Sulla roccia sono incisi vari segni apotropaici per allontanare gli spiriti maligni. Prendendo un altro sentiero, lungo il corso del torrente Folonia, dalla chiesa si arriva alla necropoli di Sopraripa, caratterizzata da numerose tombe a semidado e falsodado della seconda metà del III secolo a.C., ricavate dalla parete tufacea, oltre che da tombe a camera risalenti a periodi precedenti.
Il monumento tuttavia più interessante della necropoli è la monumentale tomba della Sirena, detta anche della Fontana, tomba a edicola risalente al III secolo a.C., caratterizzata dalla presenza di una nicchia arcuata dove è ospitato il letto conviviale (kline), mentre sulla trabeazione è raffigurata Scilla, il mostro marino, che avvolge due amorini (eroti). La camera funeraria, molto piccola, è stata probabilmente sepolcro di una sola persona, quel «Vel figlio di Vel» che si legge sulla facciata («Vel nulina Vel»).

### San Rocco
L'insediamento rupestre di San Rocco è situato nei pressi di Sorano, su di una terrazza panoramica che domina la valle del Lente, lungo la strada provinciale 22 Sorano-Sovana. All'ingresso è visibile la chiesa di San Rocco, interessante per la presenza di due dipinti seicenteschi: la Madonna col Bambino tra i santi Stefano, Lorenzo e Giovanni Battista e l'Eterno Padre. Poco oltre la chiesa, un sentiero conduce alla via cava di San Rocco, di probabile origine etrusca e scavata nel tufo: interessanti le nicchie che contengono gli scacciadiavoli, immagini sacre apotropaiche che avevano la funzione di allontanare gli spiriti maligni e proteggere i viandanti, e gli antichi sistemi di canalizzazione delle acque piovane. L'area è inoltre costellata da varie tombe etrusche, che attestano l'utilizzo di San Rocco come necropoli, mentre resti di altre strutture ne documentano la frequentazione medievale come centro a funzione abitativa.

### Vitozza

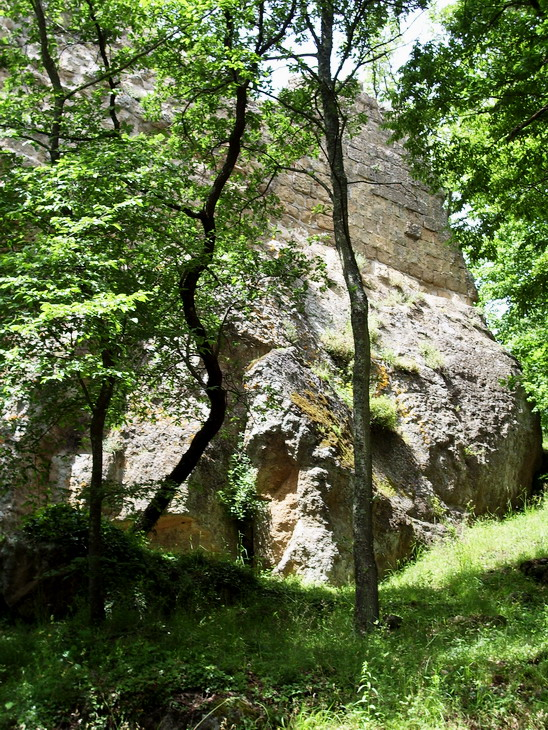
Una fortificazione di Vitozza

L'insediamento rupestre di Vitozza è situato a nord della frazione di San Quirico, a circa due chilometri dal centro del paese, ed è uno dei principali insediamenti rupestri d'Italia per estensione. Documentato a partire dall'XI secolo, Vitozza nacque come castello facente parte di un ampio feudo insieme a Sorano, Pitigliano e altri centri del viterbese. Dopo essere entrato a far parte della Contea degli Orsini, si verificò un progressivo abbandono del nucleo castellano e delle sue strutture difensive per cause ancora ignote, che in seguito causò un lunghissimo ed inesorabile declino: gli abitanti iniziarono a migrare in località vicine, dando inoltre vita all'adiacente borgo di San Quirico nel corso del XVI secolo. Nel 1783 i Lorena ne censirono la popolazione residente; all'entrata di alcune grotte è presente un pannello descrittivo che indica anche i nomi delle persone o delle famiglie che vi abitavano all'epoca del suddetto censimento. Il definitivo abbandono di Vitozza avvenne alla fine del XVIII secolo.
L'insediamento medievale doveva essere di particolare importanza, poiché sono qui ritrovati i resti di numerose fortificazioni, chiese, abitazioni, stalle ed annessi, oltre che più di duecento grotte scavate nel tufo che testimoniano la frequentazione del territorio già in epoca antica. Gli studiosi hanno diviso le grotte in tre tipologie, in base al loro utilizzo: grotte ad uso abitativo, caratterizzate per la presenza di pozzi per la raccolta d'acqua, resti di canne fumarie, ziri per il grano; stalle, caratterizzate dalla presenza di mangiatoie e recinti; grotte ad uso promiscuo, sia abitativo che come stalla.